# Trinacromerum
Il trinacromero (gen. Trinacromerum) è un rettile marino estinto, appartenente ai plesiosauri. Visse nel Cretaceo superiore (Cenomaniano - Turoniano, circa 95 - 90 milioni di anni fa) e i suoi resti fossili sono stati ritrovati in Nordamerica. 

## Descrizione
Questo animale è noto per alcuni scheletri completi, e quindi è stato possibile per i paleontologi ricostruire adeguatamente Trinacromerum. Era un plesiosauro di dimensioni medio - piccole, lungo circa 3 metri, caratterizzato da un collo corto (circa 20 vertebre) e un cranio sottile e allungato, lungo circa 55 centimetri. Era presente una notevole cresta sagittale. Il corpo era notevolmente compatto, ed equipaggiato con quattro arti trasformati in strutture simili a pinne, molto allungati e stretti. L'aspetto "compatto", il rostro allungato e le pinne lunghe hanno portato il divulgatore scientifico Richard Ellis a definire Trinacromerum simile a un "pinguino con quattro ali".

## Classificazione
Questo animale venne descritto per la prima volta nel 1888 da Cragin, sulla base di uno scheletro quasi completo con tanto di cranio ritrovato in Kansas, che denominò Trinacromerum bentonianum. Lo studioso notò una caratteristica struttura delle zampe simili a pagaie: omero e femore possedevano tre distinte faccette articolari che si connettevano alle prime tre ossa metacarpali e metatarsali. Un successivo studio di Williston (1908) non riscontrò questa caratteristica, e in seguito l'esemplare tipo andò perduto; nel 1976 i fossili vennero ritrovati alla Smithsonian Institution e furono oggetto di ulteriori studi. 

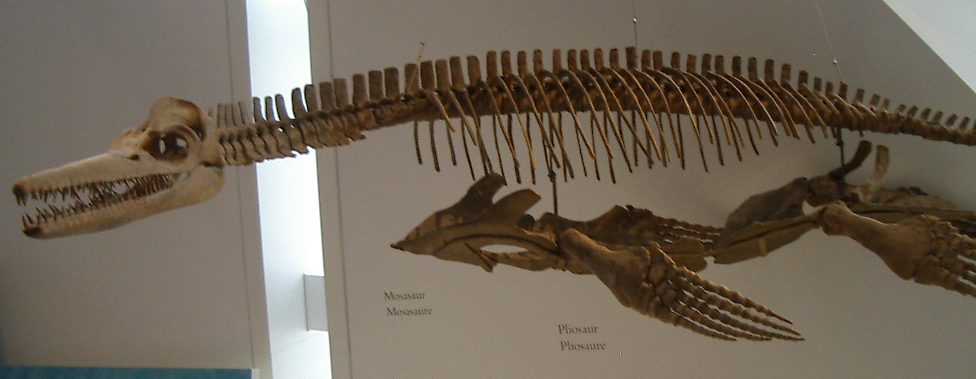
Fossile di Trinacromerum bentonianum

Oltre alla specie tipo, è nota principalmente un'altra specie di Trinacromerum: T. kirki, proveniente dal Turoniano del Manitoba, basato su uno scheletro privo di cranio descritto da Loris Russell nel 1935. Questa specie differisce dalla specie tipo per la forma dei coracoidi, dell'ilio e dell'ischio. La specie Trinacromerum bonneri, decisamente più recente (Campaniano), inizialmente descritta in maniera non ufficiale, è stata poi attribuita al genere Dolichorhynchops.
Trinacromerum è stato spesso considerato identico a Dolichorhynchops, ma i due generi sono chiaramente distinguibili per alcune caratteristiche: secondo Carpenter (1996), i denti di Dolichorhynchops erano sottili e dotati di fini solchi, mentre quelli di Trinacromerum erano robusti e con solchi grossolani. La forma delle finestre temporali nel cranio, inoltre, era larga e corta in Dolichorhynchops e lunga e stretta in Trinacromerum. I due generi, inoltre, sono stati ritrovati in terreni di età differente: i resti di Trinacromerum si rinvengono in un range temporale di circa 3,5 milioni di anni tra il Cenomaniano e il Turoniano, mentre Dolichorhynchops è più recente (Campaniano). 
Trinacromerum e Dolichorhynchops sono considerati tipici rappresentanti della famiglia dei policotilidi, che comprende numerose forme di plesiosauri di piccole dimensioni e dotati di un cranio lungo e sottile.

## Stile di vita
Con tutta probabilità Trinacromerum era un veloce nuotatore che si muoveva agilmente nelle acque del Mare interno occidentale, spingendosi e manovrando grazie alle pinne lunghe e sottili. A differenza di quello di molti altri plesiosauri, il corpo era compatto e altamente idrodinamico. La testa allungata e sottile, munita di denti conici, era ideale per catturare prede scivolose e guizzanti come i pesci.